# Housain Al-Mogahwi
Housain Al-Mogahwi (Gidá, 24 de março de 1988), é um futebolista saudita que atua como meio-campo. Atualmente joga pelo Al-Fateh.

## Carreira
Foi convocado para defender a Seleção Saudita de Futebol na Copa do Mundo de 2018.